# 世界セクシー文学全集
世界セクシー文学全集（せかいセクシーぶんがくぜんしゅう）は、新流社から1961年（昭和35）から1962年（昭和36）にかけて刊行された文学叢書。
全10巻＋別巻3。四六版、函入りハードカバー、ビニールカバー付き。

## 一覧
- 1.『O嬢の物語』（ポアレイヌ・レアージュ、清水正二郎訳）
- 2.『カテリーナ二世』（ザッヘル・マゾッホ、小野武雄訳）
- 3.『ソドムの百二十日』（マルキ・ド・サド、大場正史訳） 1960.12
- 4.『中国でかめろん』（李漁, 柳宗元, 蒲松齢ほか、小田嶽夫訳） 1961.2
- 5.『コカイン（麻薬）』（ピティグリリ(it:Pitigrilli)、岩崎純孝訳）
- 6.『七曜妃物語』（ニザーミー,カーリダーサほか、小野武雄訳） 1961
  - 「七曜妃物語」（ニザーミ）
  - 「雲の使」（カーリダーサ）
  - 「インド讃歌集 シッダルータ太子と女官たち」（アスヴァゴーサ）
  - 「インド抒情詩選」
- 7.『パリのどん底』（マリイズ・ショワジイ(fr:Maryse Choisy)、高橋邦太郎訳）
- 8.『アラビアの夜ばなし』（大場正史訳） 1961
  - アラビア篇：「恋に狂った奴」 他5篇（バートン編）
  - エジプト篇：「カイロのある人妻と四人の男」「情艶の歌」（バートン編）
  - モロッコ篇：「腕くらべ」（M・E・デルメネム, モハメッド・エル・ファシ編）
  - ペルシャ篇：「かえ玉」「女が勝った話」「小間物屋の女房」（フランツ・ブライ編）
- 9.『ブラック・ブック』（ロレンス・ダレル、福田陸太郎訳） 1961.5
- 10.『静かな日の情事』（ヘンリー・ミラー、村上啓夫訳）
  - 「クリシーの静かな日々」
  - 「マラ・マリニャン」
- 別巻1.『色道禁秘抄』性典シリーズ1（大極堂有長, 小林啓善） 1962
  - 「合刻: 性史」 (張競生編、石原巌徹訳）
  - 「素女経」 (葉徳輝編、石原巌徹訳）
- 別巻2.『性技の原典』性典シリーズ2 1962
  - 「カーマ・スートラ」（小野武雄訳）
  - 「ラティラハスヤ - インド人の愛技」（田村竜二訳）
- 別巻3.『薫園と愛壇』性典シリーズ3 1961
  - 「匂える園」（ネフザウィ、巻正平訳）
  - 「アナンガ・ランガ」（大場正史訳）